# آنا ديفيد (صحفية)
آنا ديفيد (بالإنجليزية: Anna David)‏ (6 يونيو 1970)؛ صحفية، كاتِبة وروائية أمريكية.

## روابط خارجية
- آنا ديفيد على موقع IMDb (الإنجليزية)